# Legacy on the Lake
Legacy on the Lake est un gratte-ciel résidentiel de 103 mètres de hauteur construit à Austin au Texas de 2007 à 2008. Il comprend 184 logements répartis sur 31 étages.
L'architecte est l'agence EDI Architects-Planners
Le promoteur de l'immeuble est la société Legacy Partners